# Магони, Лара
Ла́ра Маго́ни (итал. Lara Magoni; род. 29 января 1969, Альцано-Ломбардо) — итальянская горнолыжница, успешно выступавшая в слаломе и гигантском слаломе. Представляла сборную Италии по горнолыжному спорту на всём протяжении 1990-х годов, серебряная призёрка чемпионата мира, победительница этапа Кубка мира, двукратная чемпионка итальянского национального первенства, участница трёх зимних Олимпийских игр.

## Биография
Лара Магони родилась 29 января 1969 года в городе Альцано-Ломбардо провинции Бергамо, Италия. Проходила подготовку в коммуне Сельвино и в Риме в столичном клубе «G.S. Fiamme Oro».
В 1986 году вошла в состав итальянской национальной сборной и выступила на чемпионате мира среди юниоров в Австрии, где стала десятой в скоростном спуске и двадцатой в гигантском слаломе. Год спустя побывала на аналогичных соревнованиях в Норвегии, показав двенадцатый результат в скоростном спуске.
Начиная с 1990 года участвовала в соревнованиях взрослого уровня, в частности дебютировала в Кубке мира.
Благодаря череде удачных выступлений удостоилась права защищать честь страны на зимних Олимпийских играх 1992 года в Альбервиле — в слаломе заняла итоговое 12 место, тогда как в гигантском слаломе провалила вторую попытку и не показала никакого результата.
В 1993 году выступила на чемпионате мира в Мориоке, закрыла двадцатку сильнейших в слаломе и стала шестнадцатой в гигантском слаломе.
Находясь в числе лидеров горнолыжной команды Италии, благополучно прошла отбор на Олимпийские игры 1994 года в Лиллехаммере — на сей раз оказалась шестнадцатой в программе слалома, в то время как в гигантском слаломе финишировала седьмой.
Одним из самых успешных сезонов в спортивной карьере Магони стал сезон 1996/97. На домашнем мировом первенстве в Сестриере она завоевала в слаломе награду серебряного достоинства, пропустив вперёд только титулованную соотечественницу Дебору Компаньони. Кроме того, в этом сезоне одержала первую и единственную победу в Кубке мира, выиграв слалом на этапе в американском Вейле.
В 1998 году отправилась представлять страну на Олимпийских играх в Нагано, где заняла в программе женского слалома 15 место.
Впоследствии оставалась действующей спортсменкой вплоть до 1999 года. В течение своей спортивной карьеры Лара Магони в общей сложности четыре раза поднималась на подиум Кубка мира, в том числе имеет в послужном списке одну золотую медаль, одну серебряную и две бронзовые. Ей так и не удалось выиграть «Хрустальный глобус», но в одном из сезонов она была в слаломе четвёртой. Наивысшая позиция в общем зачёте всех дисциплин — 17 место. Является, помимо всего прочего, двукратной чемпионкой Италии по горнолыжному спорту.